# Till Lufft
Till Lufft (* 19. Dezember 1940 in Zürich; † 20. Dezember 2022 in Darmstadt) war ein Jurist, Leichtathlet und Sportfunktionär.

## Leben
Lufft wuchs in Zürich und in Braunschweig auf, wo er 1960 das Abitur ablegte. Er studierte Jura an der Universität Göttingen und war außerdem als Studenten-Nationalspieler im Hockey sowie beim BTHC Braunschweig in der obersten deutschen Spielklasse sowie als Langstreckenläufer aktiv. Er war zudem der Verantwortliche für ausländische Studierende im Ausländeramt der Universität. Nach dem Ersten Juristischen Staatsexamen 1970 absolvierte er seinen Referendardienst in Darmstadt, schloss sich dem ASC Darmstadt an und wurde 1974 jeweils mit der Mannschaft sowohl Deutscher Meister im Crosslauf als auch mit der Marathonlauf-Mannschaft. Er gehörte zur Trainingsgruppe um Walter Weba, in der unter anderem auch Lutz Philipp, Günter Mielke und Arnd Krüger trainierten.
Unmittelbar nach dem Zweiten Juristischen Staatsexamen wurde er der Generalsekretär des Allgemeinen Deutschen Hochschulsportverbandes, was er 21 Jahre blieb. Zu seinen Vorgängern gehörte u. a. Walther Tröger. In dieser Eigenschaft bewirkte er die Verankerung des Hochschulsports als Betriebssport im Hochschulrahmengesetz, organisierte er die Studentenweltmeisterschaften 1989 in Duisburg und organisierte die Deutsche Einheit im Hochschulsport. Seit 1994 ist Lufft Technischer Delegierter Leichtathletik bei der FISU, der Internationalen Vereinigung des Studierendensports, wo er speziell für den Crosslauf zuständig war. Er wurde zum Ehrenmitglied des ADH ernannt.
1994 wechselte er als Generalsekretär an die Spitze der European Athletic Association (EAA), was er bis zu seinem Ruhestand 2005 blieb. In seine Amtszeit fielen zwei Europameisterschaften und eine Vielzahl von Europa-Cup Wettkämpfe, bei denen er die Interessen des Verbandes gegenüber den örtlichen Veranstaltern wahrnahm. Seit 1972 war er Mitglied im Vorstand des ASC Darmstadt, seit 1986 der 2. Vorsitzende und seit 2006 der Vorsitzende. Seit 2006 war er ebenfalls der Vorsitzende der Sektion Südhessen der Deutschen Olympischen Gesellschaft.
Seine Bestzeiten betrugen über 3000 Meter 8:09,2 min, über 5000 Meter 14:13,4 min, über 10.000 Meter 29:34,4 min, im 3000-Meter-Hindernislauf 9:01,6 min und im Marathonlauf 2:25:28 h.